# Campeonato Mundial de Voleibol Femenino Sub-18 de 1989
El I Campeonato Mundial de Voleibol Femenino Sub-18 se celebró en Brasil del 2 de diciembre al 10 de diciembre de 1989. Fue organizado por la Federación Internacional de Voleibol. El campeonato se jugó en la subsede de Curitiba.

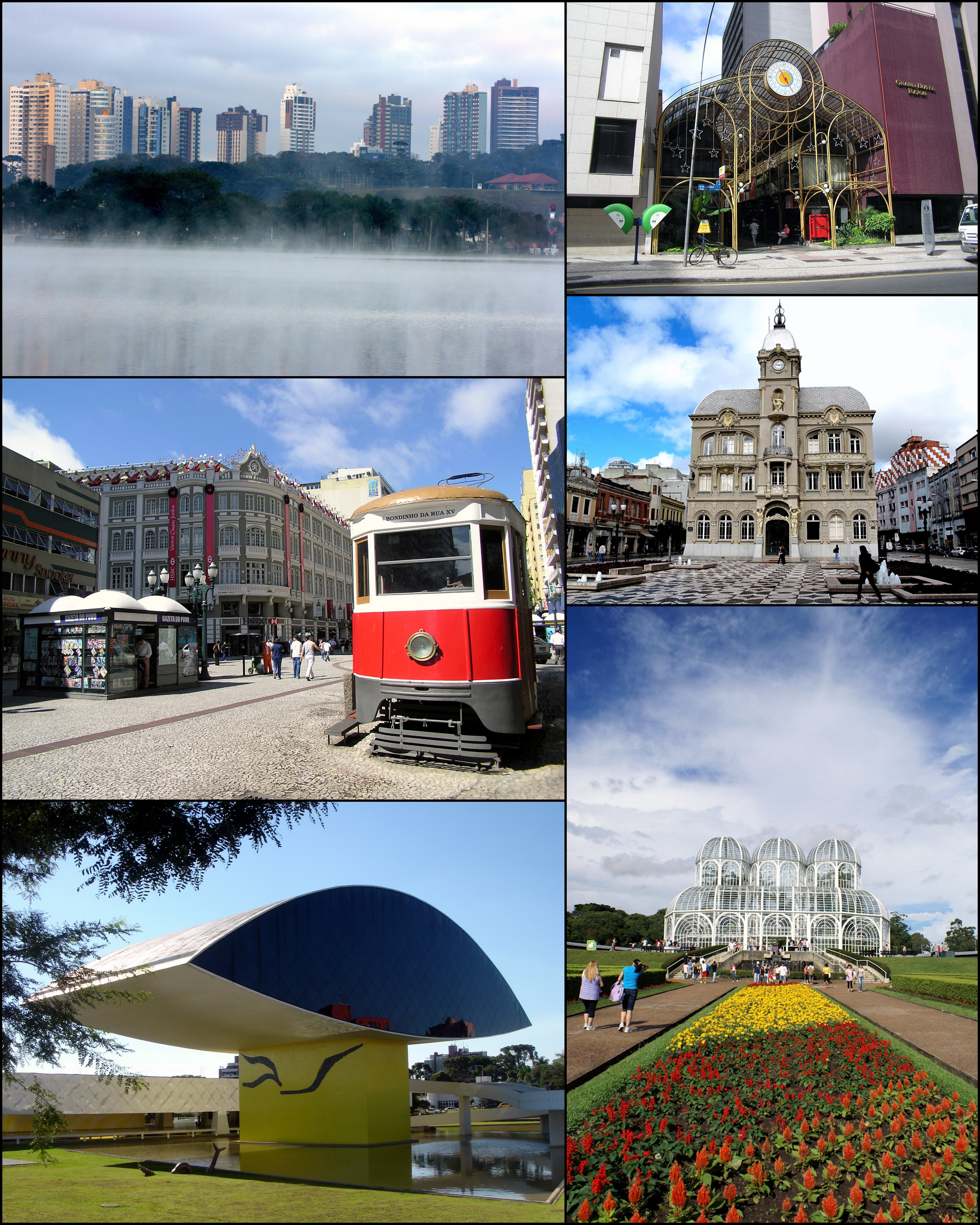
Curitiba Sede del I Campeonato Mundial de Voleibol Femenino Sub-18

## Fase final

### Final 1° y 3º puesto
|  | Semifinales     | Semifinales |   |       | 1º puesto       | 1º puesto |  |
|  |                 |             |   |       |                 |           |  |
|  |                 |             |   |       |                 |           |  |
|  |                 |             |   |       |                 |           |  |
|  | Unión Soviética | 3           |   |       |                 |           |  |
|  | Japón           | 1           |   |       |                 |           |  |
|  |                 |             |   |       |                 |           |  |
|  |                 |             |   |       |                 |           |  |
|  |                 |             |   |       | Unión Soviética | 3         |  |
|  |                 | Brasil      | 2 |       |                 |           |  |
|  |                 |             |   |       |                 |           |  |
|  |                 |             |   |       |                 |           |  |
|  |                 |             |   |       | 3º puesto       |           |  |
|  |                 |             |   |       |                 |           |  |
|  | Brasil          | 3           |   | Japón | 3               |           |  |
|  | Corea del Sur   | 1           |   |       | Corea del Sur   | 0         |  |

### Semifinales
| Fecha    | Encuentro               | Resultado | Set   | Set   | Set   | Set   | Set | Puntuación total |
| Fecha    | Encuentro               | Resultado | 1     | 2     | 3     | 4     | 5   | Puntuación total |
| -------- | ----------------------- | --------- | ----- | ----- | ----- | ----- | --- | ---------------- |
| 09-12-89 | Unión Soviética - Japón | 3-1       | 15-12 | 15-09 | 08-15 | 15-05 |     | 53-41            |
| 09-12-89 | Brasil - Corea del Sur  | 3-1       | 12-15 | 16-14 | 15-08 | 15-03 |     | 58-40            |

### 3° Puesto
| Fecha    | Encuentro             | Resultado | Set   | Set   | Set   | Set | Set | Puntuación total |
| Fecha    | Encuentro             | Resultado | 1     | 2     | 3     | 4   | 5   | Puntuación total |
| -------- | --------------------- | --------- | ----- | ----- | ----- | --- | --- | ---------------- |
| 10-12-89 | Japón - Corea del Sur | 3-0       | 15-10 | 15-03 | 15-13 |     |     | 45-26            |

### 1° Puesto
| Fecha    | Encuentro                | Resultado | Set   | Set   | Set   | Set   | Set   | Puntuación total |
| Fecha    | Encuentro                | Resultado | 1     | 2     | 3     | 4     | 5     | Puntuación total |
| -------- | ------------------------ | --------- | ----- | ----- | ----- | ----- | ----- | ---------------- |
| 10-12-89 | Unión Soviética - Brasil | 3-2       | 09-15 | 08-15 | 15-12 | 15-06 | 15-09 | 62-57            |

## Podio
| Unión Soviética |
| 1º Lugar        |
| Unión Soviética |

## Clasificación general
| Pos | Equipo               |
| --- | -------------------- |
| 1   | Unión Soviética      |
| 2   | Brasil               |
| 3   | Japón                |
| 4   | Korea                |
| 5   | Bulgaria             |
| 6   | Cuba                 |
| 7   | Estados Unidos Perú  |
| 9   | Argentina Uruguay    |
| 11  | Canadá Nueva Zelanda |

| Predecesor: Inicio | Campeonato Mundial de Voleibol Femenino Sub-18 Brasil 1989 | Sucesor: Portugal 1991 |

- Datos: Q2954055